# Zompist.com
Zompist.com(也被稱為梅塔博斯<Metaverse>)，是由一位人工語言創建者(conlanger)馬克·羅日菲爾德(Mark Rosenfelder、又名榮皮斯特<Zompist>)所創建的一個網站。它包括有漫画、政治、語言，及科学等之特色的文章，以及羅日菲爾德的人工世界(conworld/Worldbuilding)阿爾米(Almea)之詳細說明。該網站也是語言構建工具包(Language Construction Kit)的主站，其中羅日菲爾德引入新人工語言創建者到愛好者的文章等之資訊。 
該網站的許多功能已經引起媒體注意到，包括它的文化測試， 來自短語書籍的幽默摘編，它的採集超過5000種語言以及語言構建工具包(Language Construction Kit)"Page A2"。

## 參閲
- Langmaker（Langmaker）

## 外部連結
- 官方网站
- Zompist Bulletin Board （页面存档备份，存于）